# Japonská zahrada Oleško
Japonská zahrada Oleško se nachází v obci Březová-Oleško asi 2 km od městysu Davle na červené turistické značce vedoucí do Vraného nad Vltavou v nadmořské výšce 349 metrů nad mořem. Historie této zahrady sahá až do roku 1937. Pozemek zahrady zakoupil k rekreačním účelům Václav Wiesner a na novém pozemku vysadil listnaté a jehličnaté dřeviny ve stylu anglického parku, jejichž převážná většina zde roste dosud (rok 2020). Pokračovatelé v budování zahrady – Václav Wiesner mladší se svou ženou Jaroslavou Wiesnerovou, však začali zahradě postupně vtiskávat novou podobu (bonsaje, tvarované dřeviny, střižený trávník, klikaté cesty (odrazující démony), bůžek (ochraňující majitele od všeho zlého) kameny, voda) a to v japonském stylu. Celá zahrada je rozdělena do dvou částí: menší a starší „Zahrady tří bran“ a větší a mladší „Zahrady nad řekou“. V současné době (červen 2020) je celá japonská zahrada Oleško pro širokou veřejnost trvale uzavřena.
V roce 2016 se stala přidruženým členem Unie botanických zahrad České republiky.

## Zahrada tří bran
Menší a starší z obou zahrad – „Zahrada tří bran“ začala vznikat v roce 1994, její rozloha je asi 350 m2 a je koncipována spíše jako statická zahrada určená k pozorování a meditacím. Základem této zahrady je prostor vyznačený dvojicí symbolů protikladných sil Jin a jang, který je zapracovaný v zámkové dlažbě. Na drsném povrchu této Zahrady tří bran se snadno vytváří žádoucí patina. Zahrada se nachází před domem a živé oblouky spojených, tvarovaných dřevin pak samy o sobě v této zahradě vytvářejí ony „tři brány“. Dvě brány jsou tvořeny dvěma páry jedlovců kanadských (Tsuga canadensis), třetí brána je z habrů obecných (Carpinus betulus). Je zde i menší jezírko. Zenový charakter Zahrady tří bran dokresluje solitérní bonsaj. 

Zahrada tří bran
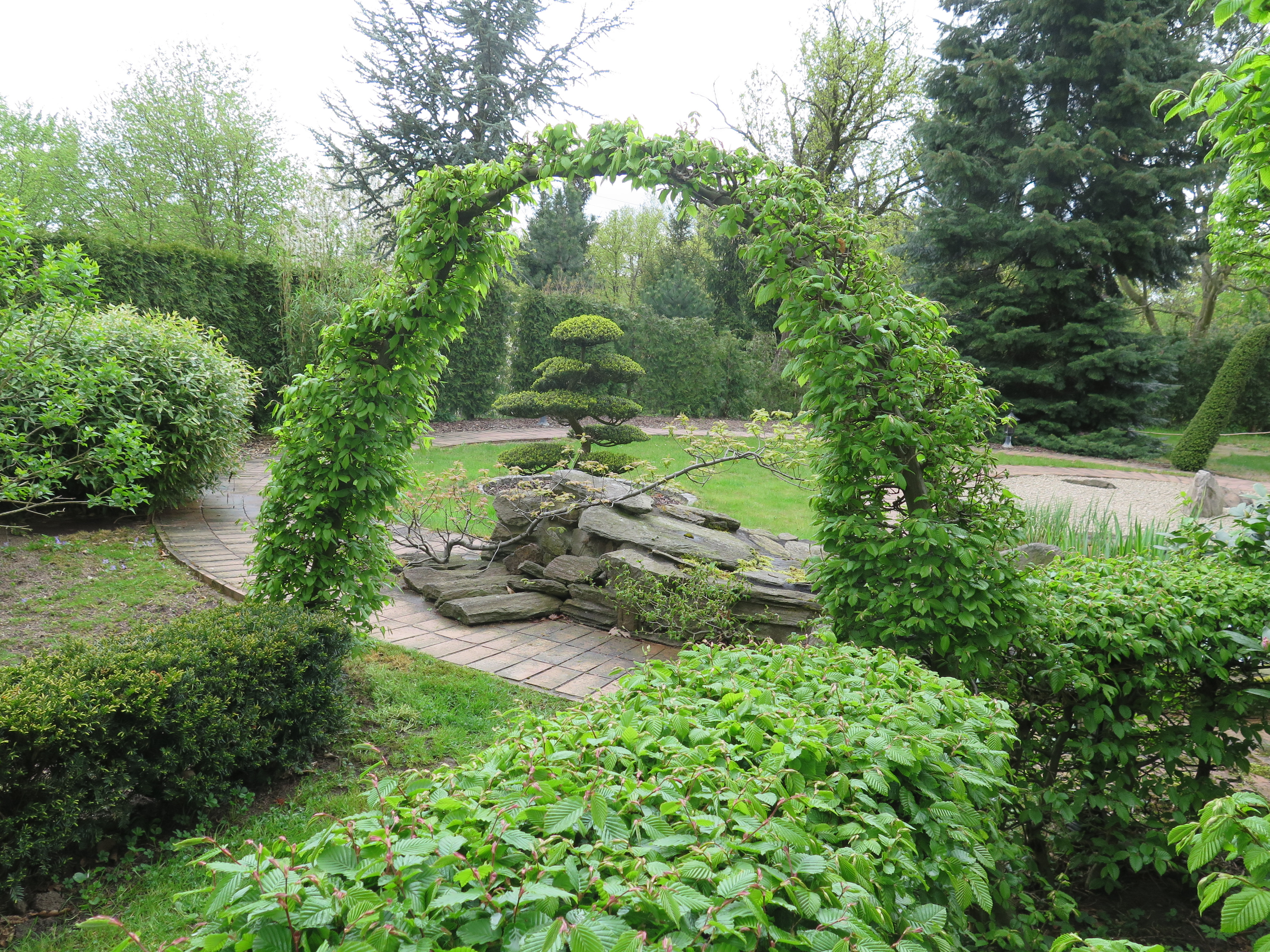
Celkový pohled na jednu z bran a bonsaj
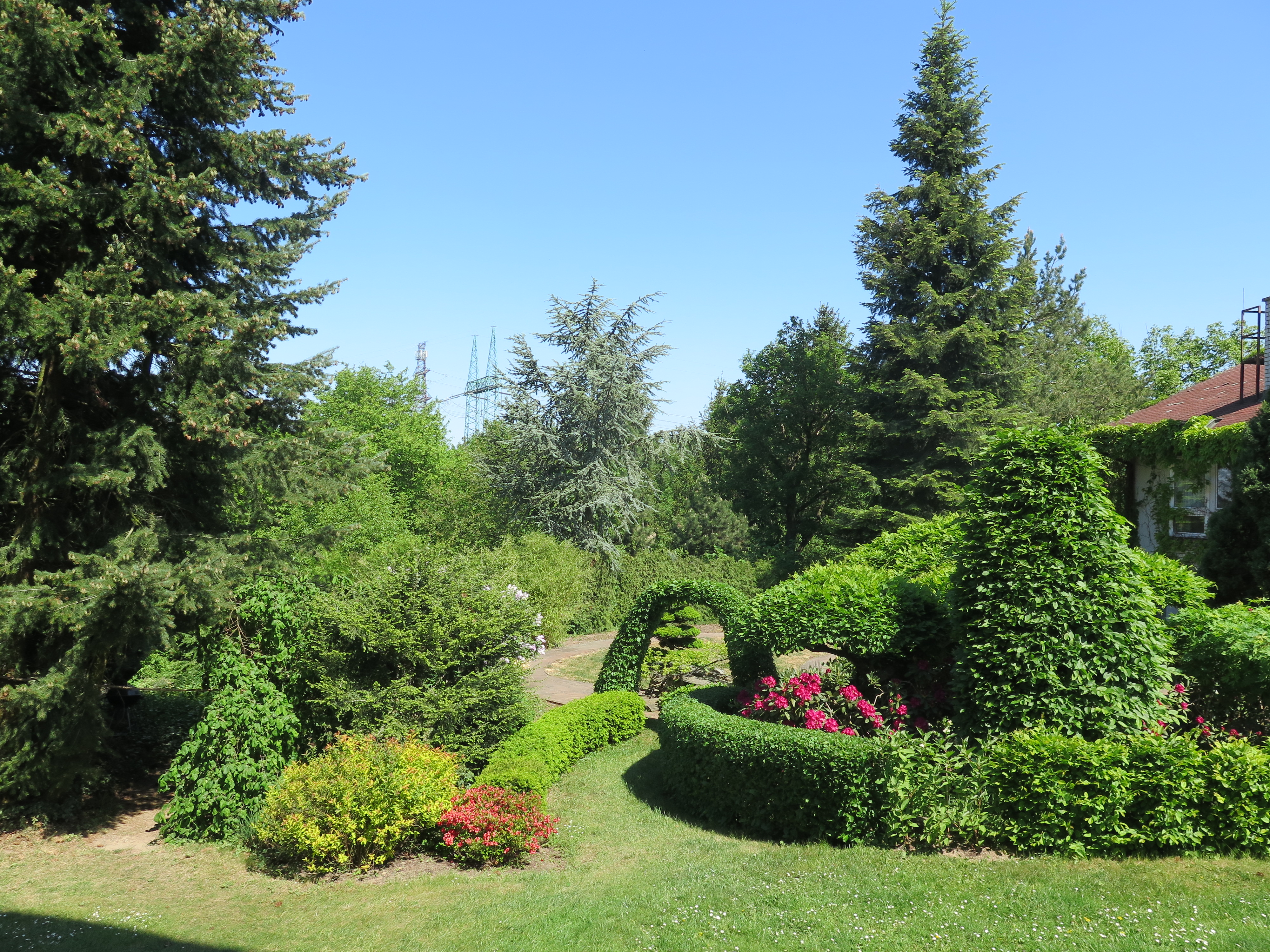
Celkový pohled na jednu z bran
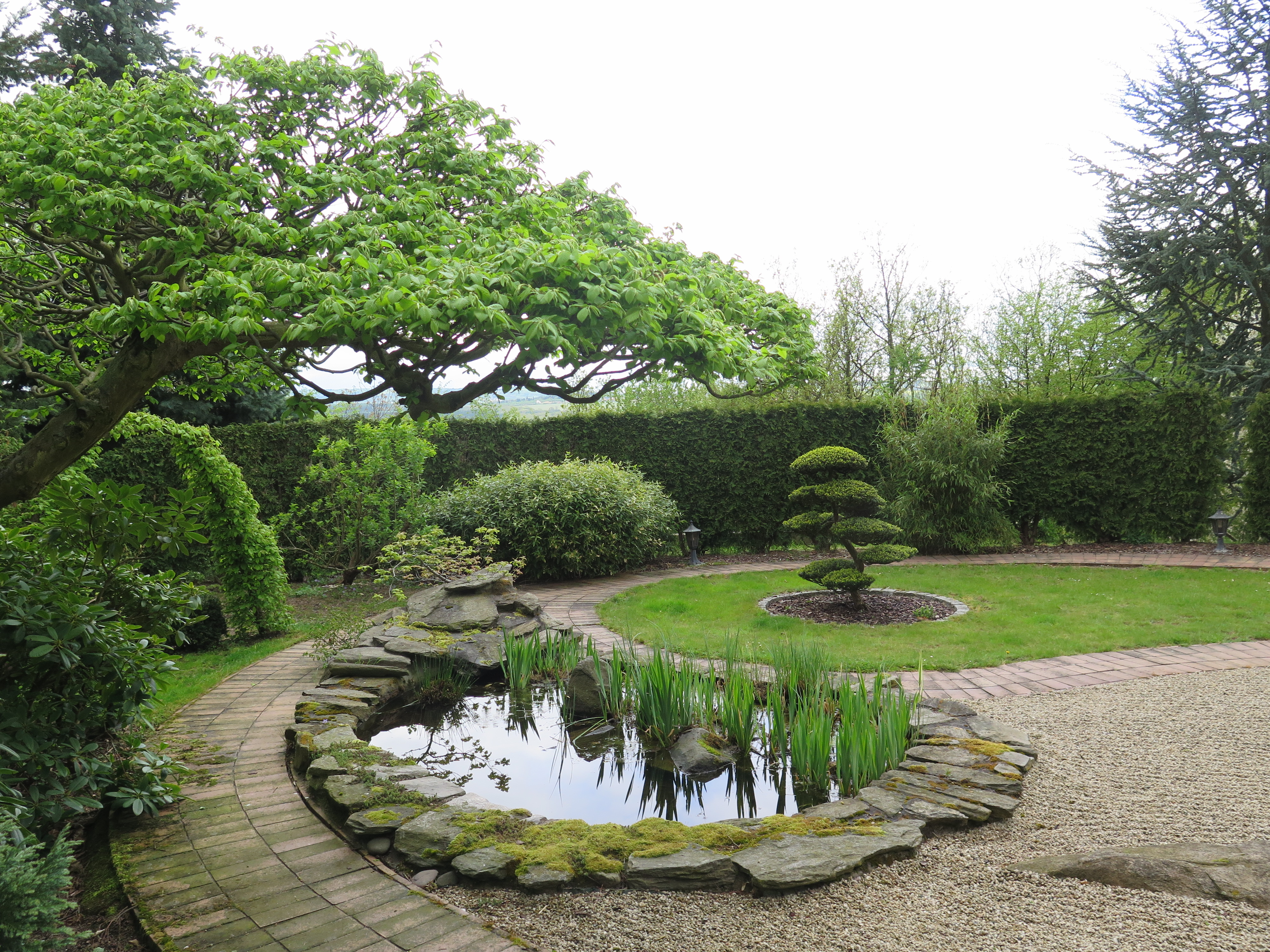
Jezírko a bonsaj
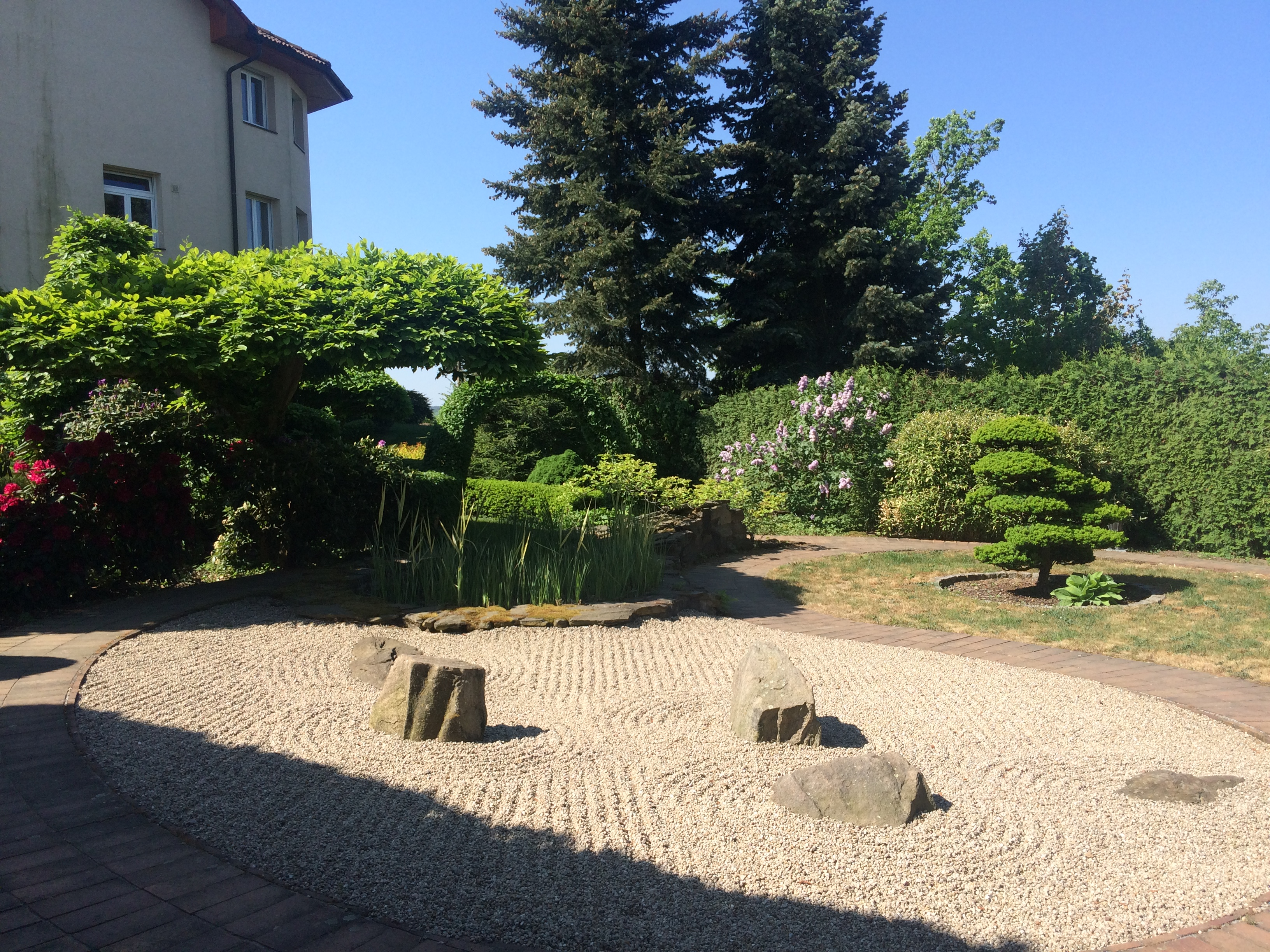
Zenová úprava zahrady
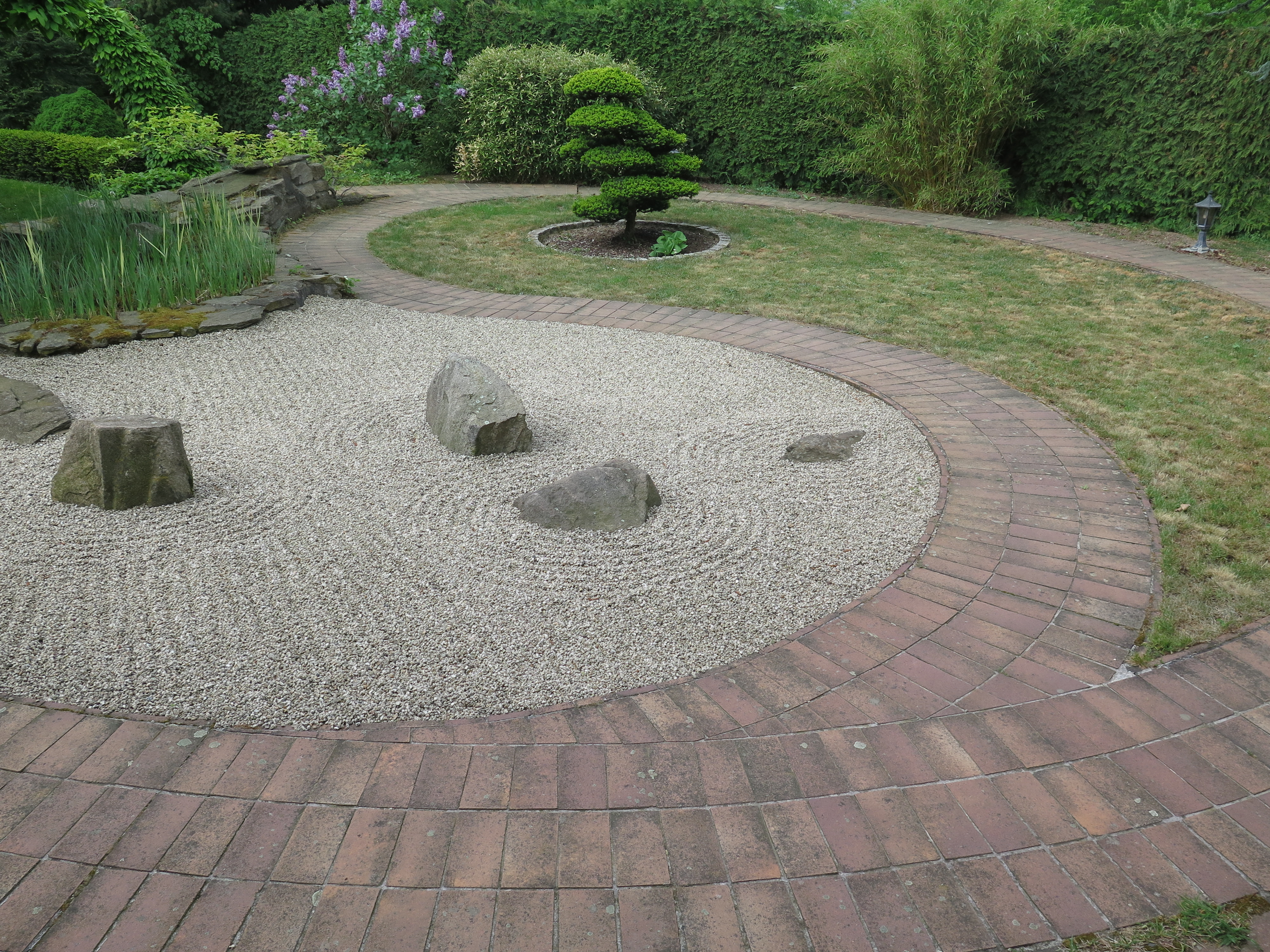
Symbol protikladných sil Jin a jang

## Zahrada nad řekou
Větší a mladší z obou zahrad – „Zahrada nad řekou“ se rozkládá na opačné straně pozemku (v sousedství druhé obytné budovy) má rozlohu 1 100 m2 a jsou zde typické prvky běžné z japonských zahrad: japonské lampy, sošky, plastiky, potůček a jezírko s Koi kapry. Jedná se o „procházkovou zahradu“, která je doplněna o část (jakousi „zahradu v zahradě") s tzv. čajovou chýší. Vstupní prostor celé Zahrady nad řekou tvoří brána (ta se každý den symbolicky ráno otevírá a večer zavírá) osazená dřevěnými dvoukřídlými vraty. Vrata jsou strážena párem kamenných lvů (lev a lvice jako symbol mužského a ženského prvku). Na opačné straně než je brána je Zahrada nad řekou zakončena klasickou bíle omítnutou zdí se střechou z keramických tašek. Procházka touto zahradou odkrývá návštěvníkům pohledy a průhledy na různá svá zákoutí. Nadmořská výška zahrady a její dispozice skýtá rovněž výhled do okolní níže položené krajiny (do údolí řeky Vltavy).

Zahrada nad řekou
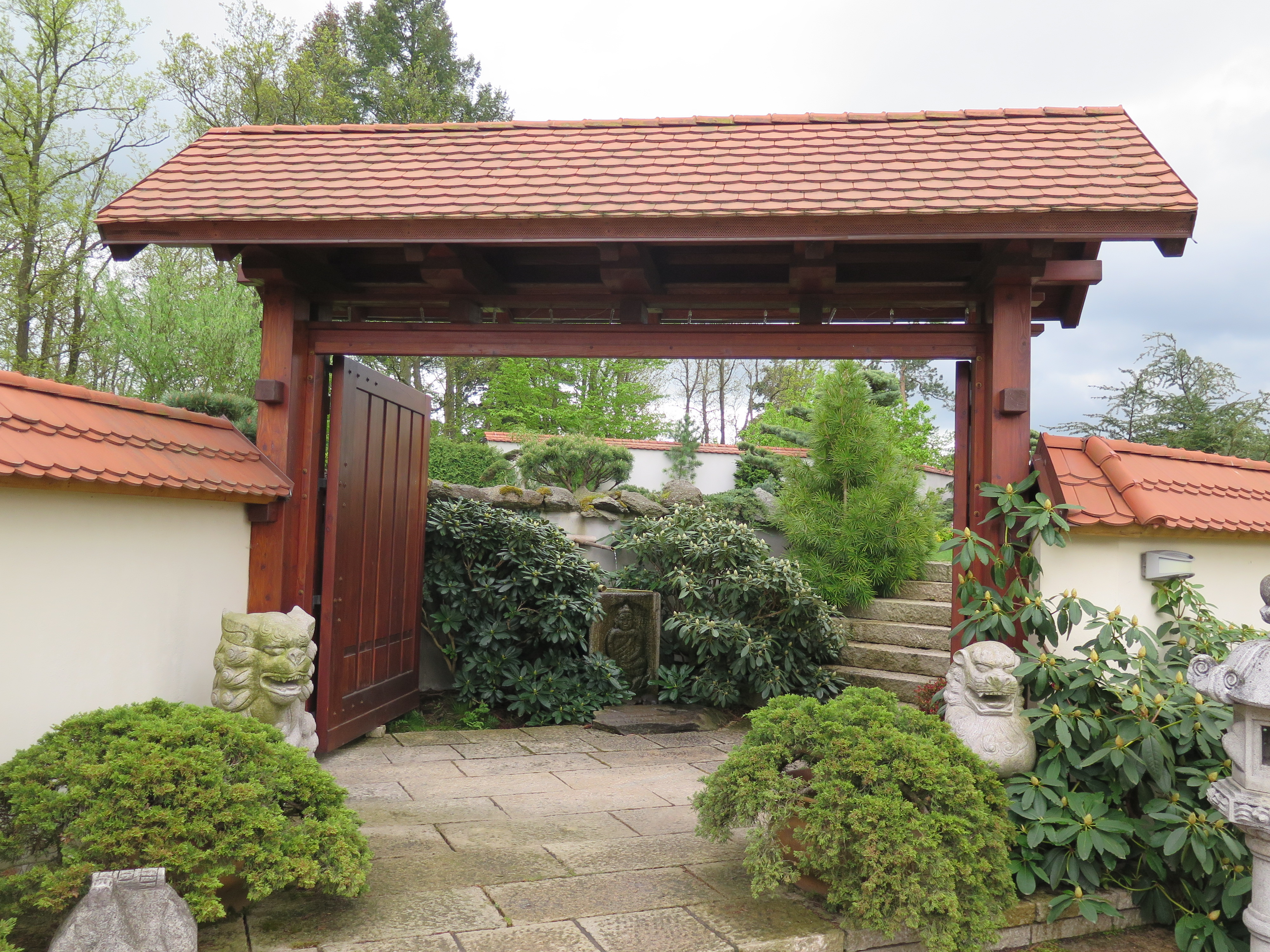
Vstupní brána do zahrady strážená dvojicí lev a lvice, v pozadí brány je omývací studánka
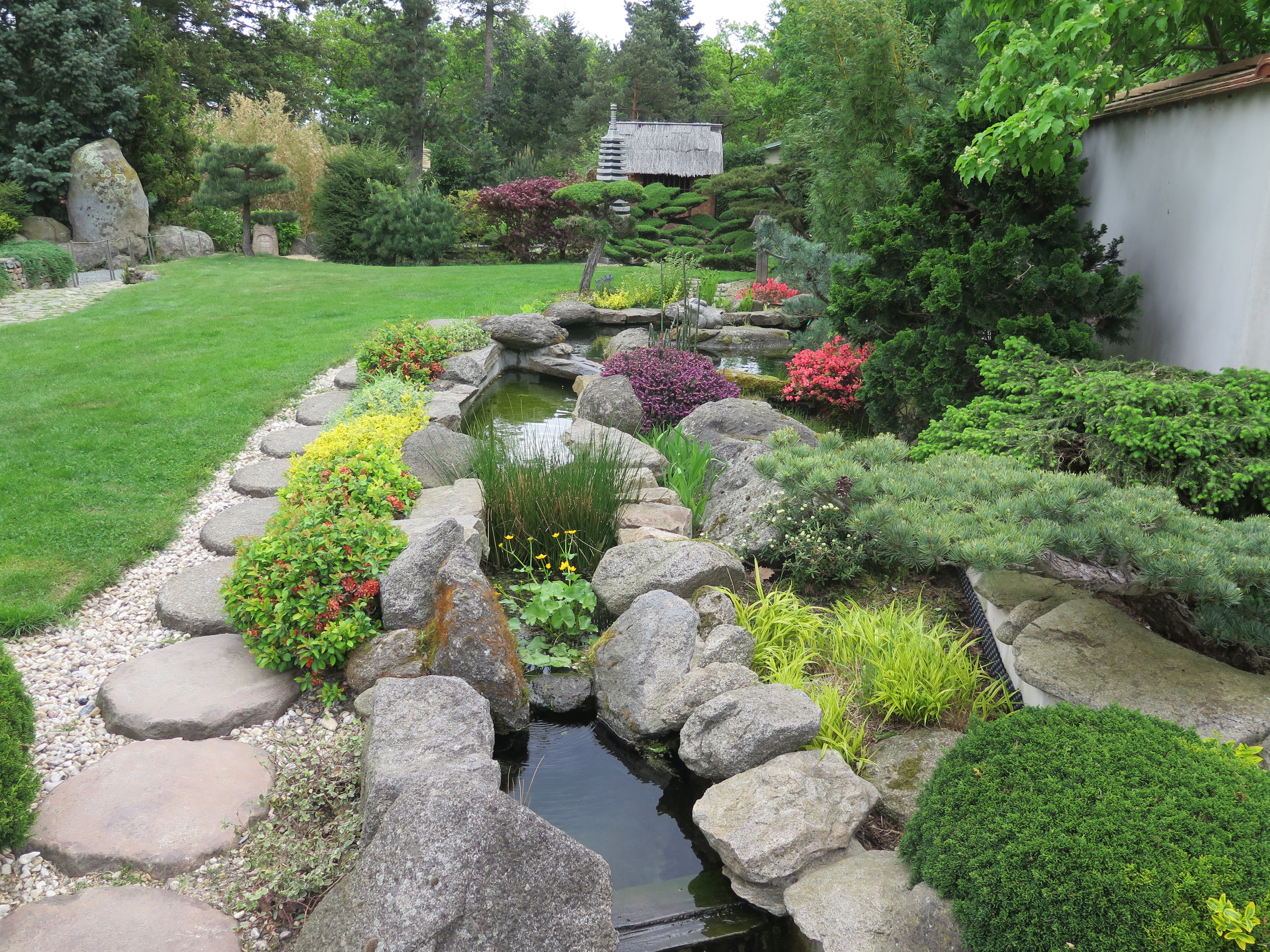
Potok, v pozadí vlevo „velký obelisk“, vzadu uprostřed pak „štíhlá pagoda“ a za ní čajová chýše
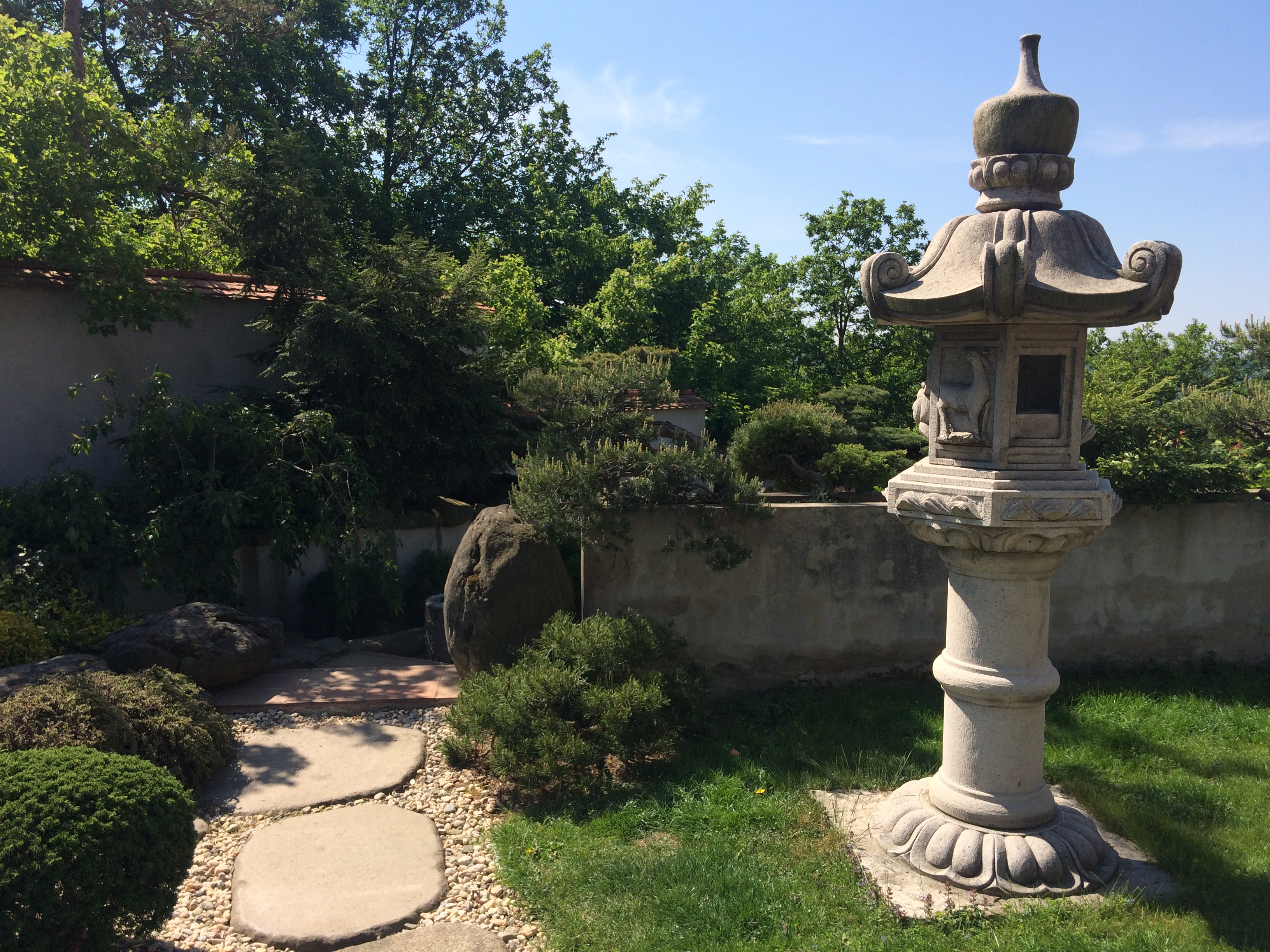
Japonská lucerna v jednom ze zákoutí zahrady
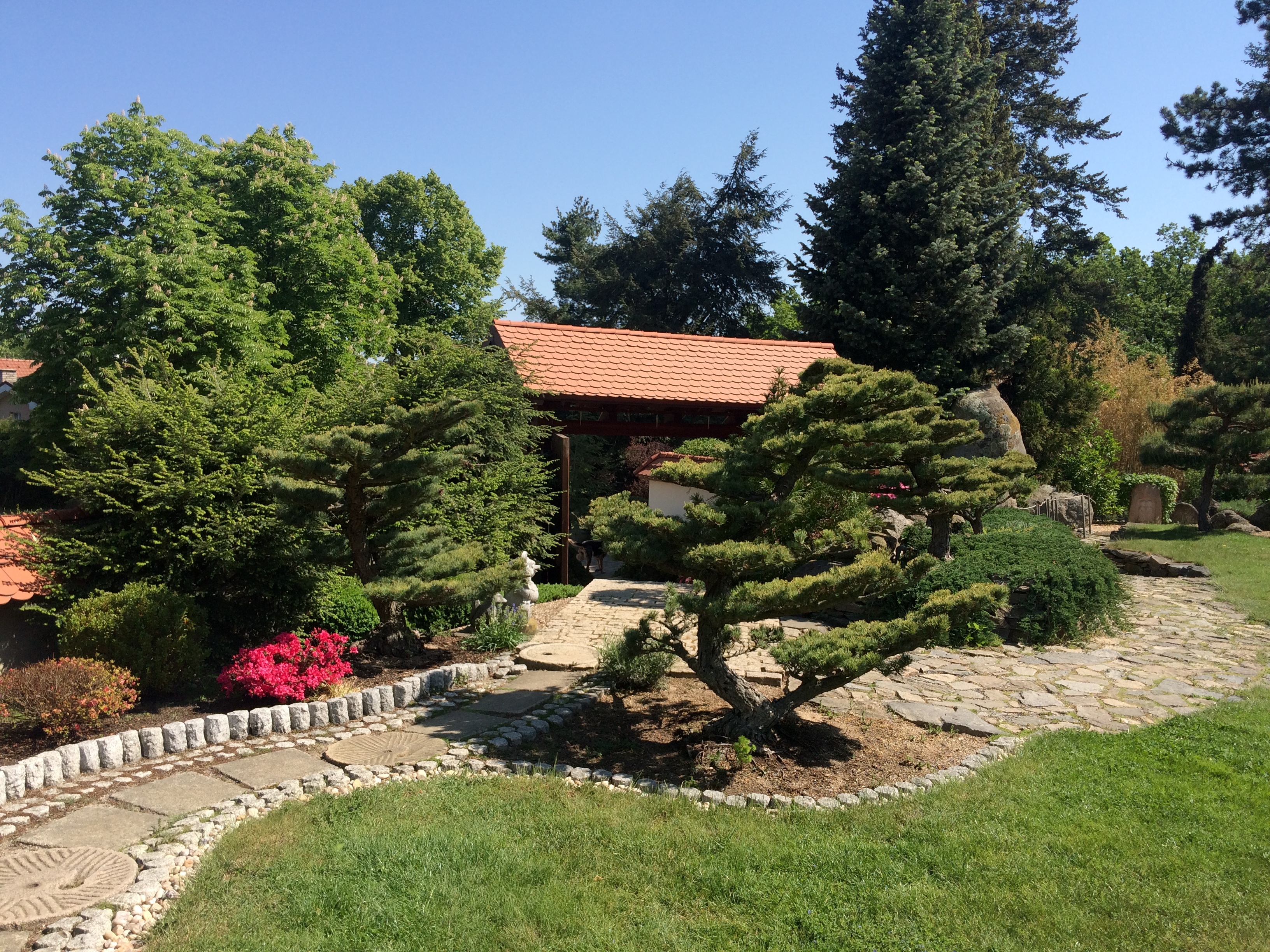
Pohled ze zahrady na otevřenou hlavní bránu, v popředí bonsaj
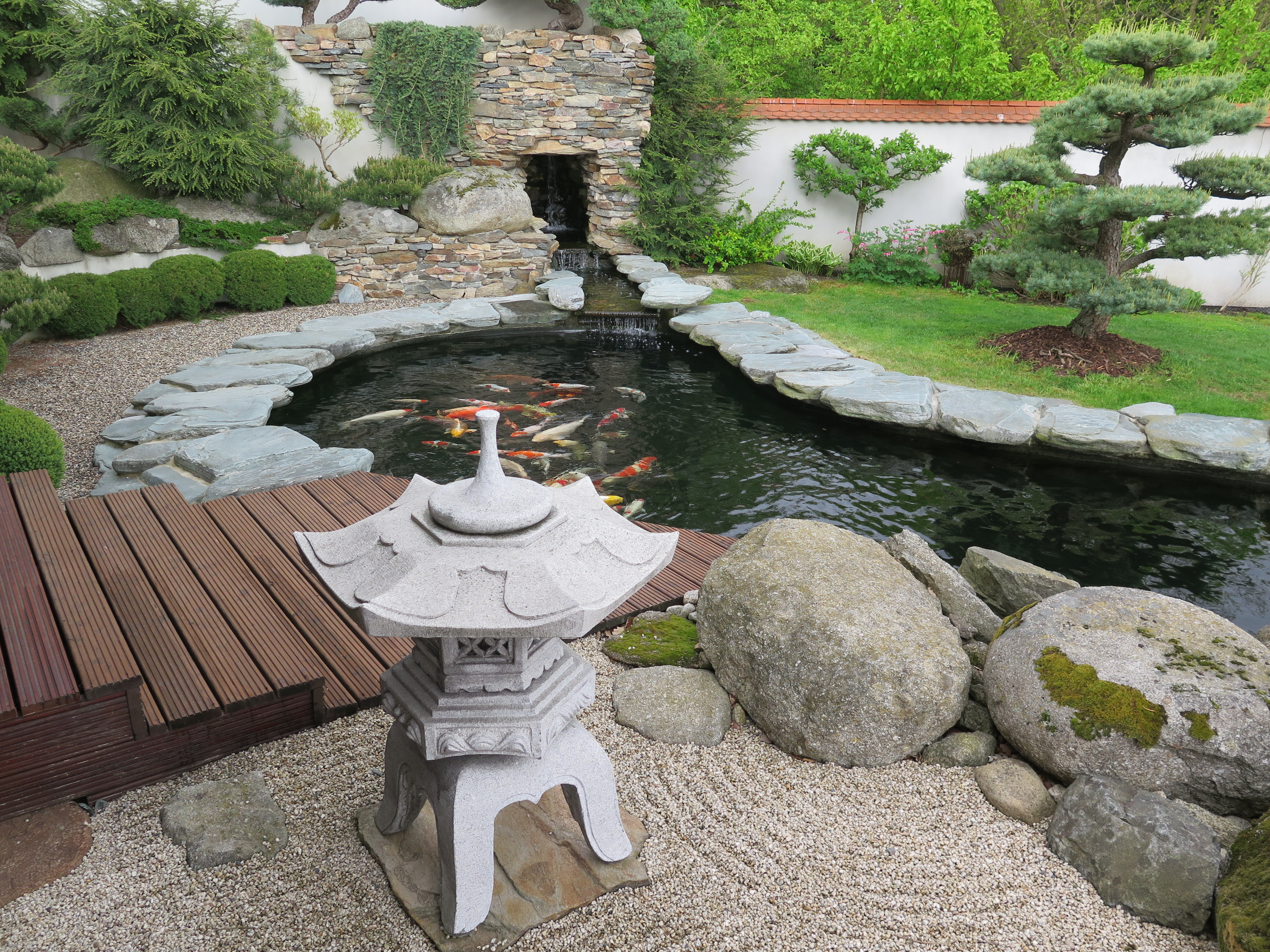
Jezírko s Koi kapry, v popředí japonská lucerna, v pozadí bonsaj